# Balbriggan
Balbriggan (forma anglicizzata) o Baile Brigín (in irlandese) è una città dell'Irlanda, nella contea di Fingal.
La città, che sorge a 31 km da Dublino, è la città più settentrionale della contea.
Non si possiedono molte notizie circa la storia e la fondazione della città. È comunque ipotizzabile che sia stato sempre un insediamento abitato da popolazione dedita alla pesca e a qualche forma di agricoltura. Nel XVIII secolo la città veniva descritta come un piccolo paese di pescatori che sorge su una insenatura che fungeva da porto.